# Muhammed Lawal
Muhammed Lawal (Murfreesboro, 11 gennaio 1981) è un lottatore di arti marziali miste e wrestler statunitense di origini nigeriane.
Combatte nella divisione dei pesi mediomassimi per l'organizzazione Bellator, nella quale ha vinto il torneo Summer Series 2013 e sempre nel 2013 è stato un contendente al titolo ad interim di categoria.
In passato è stato campione di categoria nella promozione Strikeforce grazie alla vittoria nel 2010 contro Gegard Mousasi.
È anche un wrestler nelle promozioni TNA e Ohio Valley Wrestling con il soprannome King Mo.
Lawal vanta un grande passato nella lotta libera, avendo vinto ai tempi dell'high school un campionato texano nel 1999 e successivamente un campionato NCAA nel 2002, un campionato Big 12 Conference nel 2003, tre campionati nazionali senior (2005, 2006 e 2008), una medaglia d'oro al campionato panamericano di El Salvador 2007, una medaglia d'argento al campionato del mondo di Russia 2007, oltre che altri titoli e medaglie di minor rilievo; da wrestler professionista ha vinto un campionato Real Pro Wrestling.
È stato per tre volte insignito in qualità di all-american dal 2001 al 2003 e vanta un record personale di 103 vittorie e 22 sconfitte.
È attivo anche come opinionista sportivo negli eventi della promozione di WMMA Invicta FC.

## Carriera nelle arti marziali miste

### Inizi: WVR Sngoku e M-1 Global
Con un curriculum da wrestler di livello mondiale Lawal esordisce nelle arti marziali miste nel 2008 con la promozione giapponese World Victory Road affrontando il veterano ed ex lottatore UFC e Pride Travis Wiuff: Lawal s'impose per KO al primo round.
Lawal si esibisce in una seconda sfida nella categoria dei pesi massimi prima di scendere ai pesi mediomassimi, categoria con la quale combatterà due sfide nel 2009 vincendole tutte ed uscendo dalla WVR imbattuto con un record di 4-0.
Combatte anche un incontro per l'europea M1-Global, mettendo KO l'ex campione dei tornei UFC Mark Kerr.

### Strikeforce
Sul finire del 2009 Lawal firma un contratto di più incontri con la prestigiosa Strikeforce; oltretutto la non-esclusività del contratto gli permetterebbe di combattere contemporaneamente per le altre organizzazioni giapponesi ed europee dove già si fece un nome.
Esordisce il 19 dicembre 2009 con un'altra vittoria per KO, questa volta sull'esperto Mike Whitehead.
Viene così messo direttamente di fronte al campione in carica dei pesi mediomassimi Gegard Mousasi, lottatore che vantava un record personale di 28 vittorie e sole due sconfitte e al tempo era contemporaneamente campione dei mediomassimi Strikeforce e campione dei pesi medi Dream.
Con gran sorpresa l'incontro fu un upset che vide la vittoria di Lawal ai punti sul favorito fuoriclasse armeno.
Lawal venne così incoronato campione Strikeforce al suo settimo incontro come professionista.
La gloria non durò a lungo e quattro mesi dopo Lawal perse il titolo venendo sconfitto da Rafael Cavalcante, al tempo uno dei dieci pesi mediomassimi più forti del mondo; la sconfitta fu per KO tecnico alla terza ripresa.
Nel 2011 Lawal vinse per KO contro Roger Gracie.
Nel 2012 portò il totale delle sue vittorie in carriera a nove stendendo Lorenz Larkin, ma Lawal venne poi trovato positivo all'utilizzo di steroidi anabolizzanti: si decise quindi di cambiare il risultato dell'incontro in un No Contest e il lottatore nigeriano-americano venne sospeso per un anno; all'udienza disciplinare presso la commissione atletica del Nevada Lawal insultò uno dei membri della commissione stessa, venendo di conseguenza allontanato dalla Strikeforce.

### Bellator e Pro-Wrestling
Durante il periodo di squalifica Lawal rende noto di aver firmato un contratto sia con la promozione di arti marziali miste Bellator, sia con la federazione di wrestling TNA, le quali hanno in comune la diffusione televisiva curata dal canale Spike.
Esordisce in Bellator nel gennaio 2013 prendendo parte al torneo dei pesi mediomassimi dell'ottava stagione, battendo nei quarti di finale il polacco Przemyslaw Mysiala per KO nel primo round in un incontro che si è svolto interamente con scambi in piedi.
In semifinale però subisce un tremendo e spettacolare upset contro l'ex campione MFC Emanuel Newton, finendo KO nel primo round per mezzo di un pugno girato.
In maggio fa il suo debutto nella promozione di wrestling Ohio Valley Wrestling.
Riprova la scalata al titolo dei pesi mediomassimi Bellator in giugno con un nuovo torneo ad eliminazione diretta composto da soli 4 partecipanti: in semifinale si sbarazza velocemente per KO dell'esperto Seth Petruzelli, e in finale si impone su Jacob Noe durante la terza ripresa, divenendo il vincitore del torneo.
Verso la fine del 2013 il campione Bellator dei pesi mediomassimi Attila Vegh s'infortunò e così la promozione decise di istituire un titolo ad interim con Lawal ed il campione dell'ottava stagione Emanuel Newton come contendenti, organizzando quindi un rematch tra i due lottatori statunitense: King Mo venne sconfitto nuovamente, questa volta ai punti per decisione unanime dei giudici di gara che attribuirono tutti il punteggio di 49-46 a Newton.
Il 14 giugno 2014 King Mo ha partecipato ad una speciale sfida Master Lock da Chris Masters.
Nel 2014 prende parte al torneo della decima stagione dove in semifinale sconfigge con merito il russo Mikhail Zayats ed in finale affronta l'ex campione dei pesi mediomassimi UFC Quinton "Rampage" Jackson nel main event di Bellator CXX, ovvero il primo pay per view nella storia della promozione: il match fu equilibrato ma alla fine fu Rampage a spuntarla e a vincere il torneo.
In settembre sconfigge per KO Dustin Jacoby e in novembre avrebbe dovuto affrontare Tom DeBlass ma quest'ultimo s'infortunò e venne sostituito da Joe Vedepo, il quale venne steso da Lawal durante la terza ripresa.
In dicembre prese parte all'evento di lotta libera Grapple at the Garden tenutosi presso il Madison Square Garden di New York dove affrontò l'esperto di BJJ Rolles Gracie, vincendo con il punteggio di 15-6.
Nel febbraio del 2015 sconfisse in un incontro di pesi massimi il veterano dell'UFC Cheick Kongo.
il 28 febbraio 2015, quando gli è stato chiesto se apparirà di nuovo per la TNA, il King Mo ha dichiarato: "Sono sempre stato MMA all'100% se mi chiamano ci pensero, non c'è nulla in corso per tornare nel wrestling.
Lawal partecipò al torneo dei pesi mediomassimi Bellator, che si tenne in una sola notte nel mese di settembre. Nel primo incontro sconfisse Linton Vassell per decisione unanime, ottenendo così la possibilità di passare alla finale del torneo. Tuttavia, fu costretto a rinunciare a causa di un infortunio alle costole, al suo posto venne inserito Francis Carmont.

### Risultati nelle arti marziali miste
| Risultato  | Record   | Avversario          | Metodo                        | Evento                                               | Data              | Round | Tempo | Città                         | Note                                                                                 |
| ---------- | -------- | ------------------- | ----------------------------- | ---------------------------------------------------- | ----------------- | ----- | ----- | ----------------------------- | ------------------------------------------------------------------------------------ |
| Sconfitta  | 19-5 (1) | Phil Davis          | Decisione (unanime)           | Bellator 154                                         | 14 maggio 2016    | 3     | 5:00  | San Jose, Stati Uniti         | Incontro pesi mediomassimi.                                                          |
| Vittoria   | 19-4 (1) | Jiří Procházka      | KO (pugno)                    | Rizin World Grand Prix 2015: Part 2 - Iza            | 31 dicembre 2015  | 1     | 5:09  | Saitama, Giappone             | Finale del Rizin World Heavyweight Grand Prix                                        |
| Vittoria   | 18-4 (1) | Teodoras Aukstuolis | Decisione (unanime)           | Rizin World Grand Prix 2015: Part 2 - Iza            | 31 dicembre 2015  | 2     | 5:00  | Saitama, Giappone             | Semifinale del Rizin World Heavyweight Grand Prix                                    |
| Vittoria   | 17-4 (1) | Brett McDermott     | KO (pugno)                    | Rizin World Grand Prix 2015: Part 1 - Saraba         | 29 dicembre 2015  | 1     | 9:10  | Saitama, Giappone             | Ritorno nei pesi massimi. Incontro inaugurale del Rizin World Heavyweight Grand Prix |
| Vittoria   | 16-4 (1) | Linton Vassell      | Decisione (unanime)           | Bellator MMA & Glory: Dynamite 1                     | 19 settembre 2015 | 2     | 5:00  | San Jose, Stati Uniti         | Torneo dei Pesi Mediomassimi Bellator, Semifinale                                    |
| Vittoria   | 15-4 (1) | Cheick Kongo        | Decisione (non unanime)       | Bellator CXXXIV                                      | 27 febbraio 2015  | 3     | 5:00  | Uncasville, Stati Uniti       | Incontro di Pesi Massimi                                                             |
| Vittoria   | 14-4 (1) | Joe Vedepo          | KO Tecnico (pugni)            | Bellator CXXXI                                       | 15 novembre 2014  | 3     | 0:39  | San Diego, Stati Uniti        |                                                                                      |
| Vittoria   | 13-4 (1) | Dustin Jacoby       | KO Tecnico (pugni)            | Bellator CXXIII                                      | 5 settembre 2014  | 2     | 1:13  | Uncasville, Stati Uniti       |                                                                                      |
| Sconfitta  | 12-4 (1) | Quinton Jackson     | Decisione (unanime)           | Bellator CXX                                         | 17 maggio 2014    | 3     | 5:00  | Southaven, Stati Uniti        | Torneo dei Pesi Mediomassimi Bellator X, Finale                                      |
| Vittoria   | 12-3 (1) | Mikhail Zayats      | Decisione (unanime)           | Bellator CX                                          | 28 febbraio 2014  | 3     | 5:00  | Uncasville, Stati Uniti       | Torneo dei Pesi Mediomassimi Bellator X, Semifinale                                  |
| Sconfitta  | 11-3 (1) | Emanuel Newton      | Decisione (unanime)           | Bellator CVI                                         | 2 novembre 2013   | 5     | 5:00  | Long Beach, Stati Uniti       | Per il titolo dei Pesi Mediomassimi Bellator ad Interim                              |
| Vittoria   | 11-2 (1) | Jacob Noe           | Sottomissione (pugni)         | Bellator XCVII                                       | 31 luglio 2013    | 3     | 2:51  | Albuquerque, Stati Uniti      | Vince il torneo dei Pesi Mediomassimi Bellator 2013 Summer Series                    |
| Vittoria   | 10-2 (1) | Seth Petruzelli     | KO (pugno)                    | Bellator XCVI                                        | 19 giugno 2013    | 1     | 1:35  | Thackerville, Stati Uniti     | Torneo dei Pesi Mediomassimi Bellator 2013 Summer Series, Semifinale                 |
| Sconfitta  | 9-2 (1)  | Emanuel Newton      | KO (pugno girato)             | Bellator XC                                          | 21 febbraio 2013  | 1     | 2:35  | West Valley City, Stati Uniti | Torneo dei Pesi Mediomassimi Bellator VIII, Semifinale                               |
| Vittoria   | 9-1 (1)  | Przemyslaw Mysiala  | KO Tecnico (pugni)            | Bellator LXXXVI                                      | 24 gennaio 2013   | 1     | 3:52  | Thackerville, Stati Uniti     | Torneo dei Pesi Mediomassimi Bellator VIII, Quarti di finale                         |
| No Contest | 8–1 (1)  | Lorenz Larkin       | No Contest (doping)           | Strikeforce: Rockhold vs. Jardine                    | 7 gennaio 2012    | 2     | 1:32  | Las Vegas, Stati Uniti        |                                                                                      |
| Vittoria   | 8–1      | Roger Gracie        | KO (pugno)                    | Strikeforce World Grand Prix: Barnett vs. Kharitonov | 10 settembre 2011 | 1     | 4:37  | Cincinnati, Stati Uniti       |                                                                                      |
| Sconfitta  | 7–1      | Rafael Cavalcante   | KO Tecnico (pugni e gomitate) | Strikeforce: Houston                                 | 21 agosto 2010    | 3     | 1:14  | Houston, Stati Uniti          | Perde il titolo dei Pesi Mediomassimi Strikeforce                                    |
| Vittoria   | 7–0      | Gegard Mousasi      | Decisione (unanime)           | Strikeforce: Nashville                               | 17 aprile 2010    | 5     | 5:00  | Nashville, Stati Uniti        | Vince il titolo dei Pesi Mediomassimi Strikeforce                                    |
| Vittoria   | 6–0      | Mike Whitehead      | KO (pugni)                    | Strikeforce: Evolution                               | 19 dicembre 2009  | 1     | 3:08  | San Jose, Stati Uniti         | Debutto in Strikeforce                                                               |
| Vittoria   | 5–0      | Mark Kerr           | KO (pugni)                    | M-1 Global Presents Breakthrough                     | 28 agosto 2009    | 1     | 0:25  | Kansas City, Stati Uniti      |                                                                                      |
| Vittoria   | 4–0      | Ryo Kawamura        | Decisione (unanime)           | World Victory Road Presents: Sengoku 7               | 20 marzo 2009     | 3     | 5:00  | Tokyo, Giappone               |                                                                                      |
| Vittoria   | 3–0      | Yukiya Naito        | KO Tecnico (pugni)            | World Victory Road Presents: Sengoku no Ran 2009     | 4 gennaio 2009    | 1     | 3:54  | Saitama, Giappone             |                                                                                      |
| Vittoria   | 2–0      | Fabio Silva         | KO Tecnico (pugni)            | World Victory Road Presents: Sengoku 6               | 1º novembre 2008  | 3     | 0:41  | Saitama, Giappone             |                                                                                      |
| Vittoria   | 1–0      | Travis Wiuff        | KO Tecnico (pugni)            | World Victory Road Presents: Sengoku 5               | 28 settembre 2008 | 1     | 2:11  | Tokyo, Giappone               |                                                                                      |